# Liste des médaillés olympiques en équitation
Les Jeux olympiques ont accueilli 2 129 cavaliers, dont 1 751 hommes et 378 femmes, venant de 69 pays, pour tenter de gagner l'une des 564 médailles. En date des Jeux de 2008, 395 médailles ont été décernées à 31 comités olympiques nationaux. Depuis 1936, l'Autrichien Arthur von Pongracz détient avec 72 ans le record du plus vieux cavalier à avoir participé aux Jeux olympiques tandis que la Brésilienne Luiza Almeida est devenu aux Jeux olympiques de 2008 la plus jeune cavalière à l'âge de 16 ans. Reiner Klimke (Allemagne), Isabell Werth (Allemagne) et Anky van Grunsven (Pays-Bas) sont les trois seuls athlètes à avoir gagné en tout 8 médailles. L'Allemagne est le meilleur pays au rang des médailles avec un total de 21 en or sur 42 au total, suivie de la Suède avec 17 en (41 au total) et la France avec 12 en or (34 au total). Le Canadien Ian Millar détient le record, tous sports confondus, du plus grand nombre de participation aux Jeux olympiques d'été avec ses 10e Jeux en 2012.

## Historique
Les sports équestres sont parmi ceux contestés aux Jeux Olympiques. Les sports équestres font leurs entrées aux Jeux de 1900, avec la pratique du Polo (qui était alors séparé des autres disciplines équestres), la voltige, l'attelage à quatre mains, la conduite d'attelage Mail Coach, du Hack et Hunter et trois sortes d'épreuves de sauts d'obstacles (hauteur, largeur, et concours). Beaucoup de ces épreuves ont aujourd'hui disparu, les épreuves équestres sont maintenant représentées par des épreuves par équipe et en individuel de saut d'obstacles, de Dressage et de Concours Complet d'Equitation. Les athlètes du Pentathlon ont également une épreuve de saut d'obstacles mais elle n'est pas référencée dans les sports équestres.
Jusqu'en 1948 les sports équestres aux Jeux Olympiques étaient essentiellement réservés aux militaires. Après 1952 l'augmentation de la mécanisation militaire diminue les effectifs militaires de cavalerie, les jeux s'ouvre donc aux civils. Les sports équestres sont les seuls sports des Jeux Olympiques qui font intervenir un animal et sont un des quatre sports mixtes. Les sports équestres sont régies par la FEI.
Dans deux cas les épreuves équestres se sont déroulées sur un site différent des jeux olympiques. Le premier pendant les Jeux Olympiques à Melbourne en 1956, à cause des règles de quarantaines en Australie, les épreuves se sont donc déroulées à Stockholm. Le deuxième cas est lors des jeux de Beijing en 2008 où ils se dérouleront à Hong-Kong, la décision fut prise lorsqu'en 2005 les vétérinaires chargés du projet refusèrent de certifier que le pays est exempt de maladies équines. Ce qui aurait entraîné une très longue quarantaine pour les chevaux rentrant des Jeux.

### Concours complet individuel

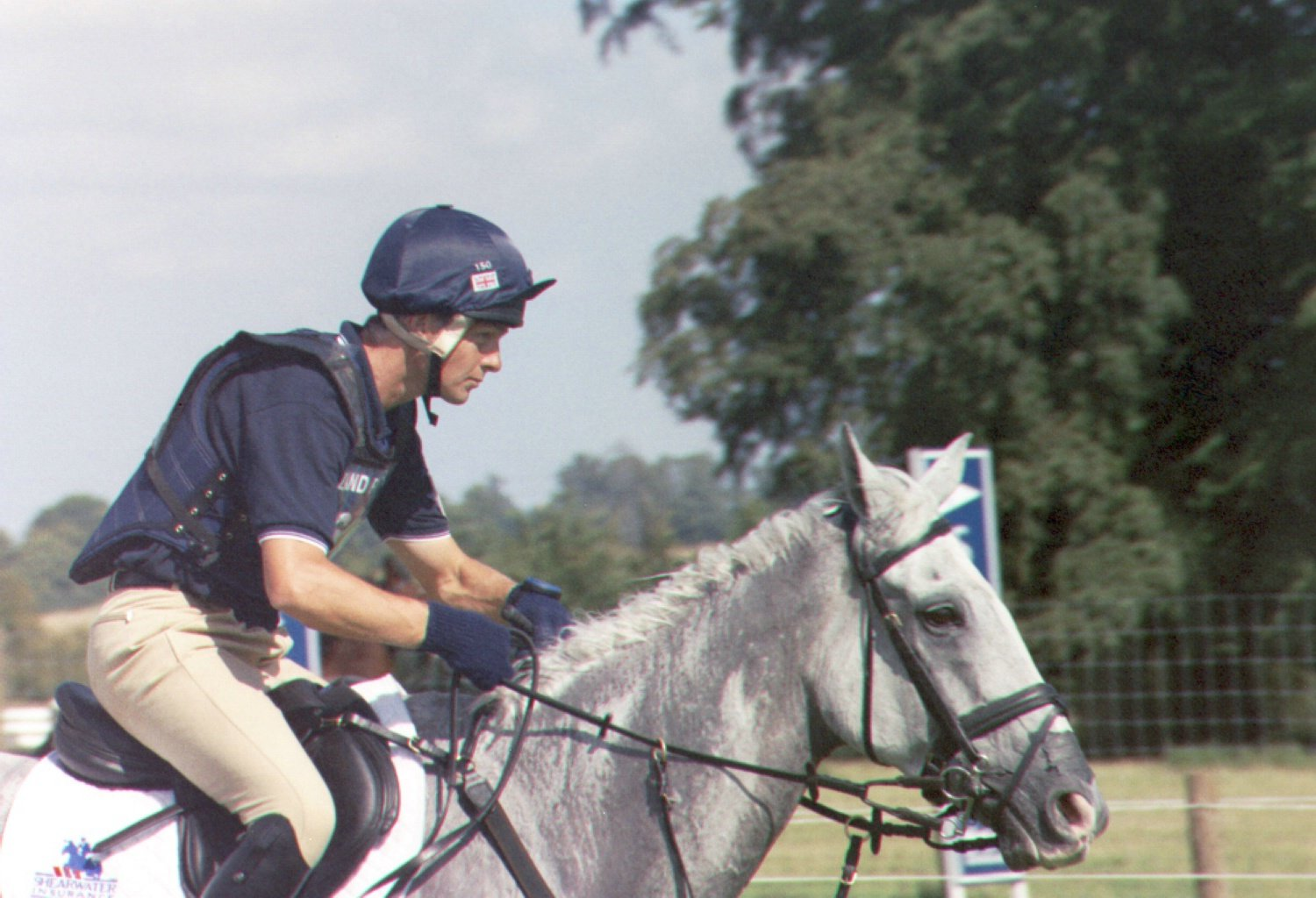
Leslie Law champion olympique aux jeux olympiques d'été de 2004 durant une épreuve de cross.

## Disciplines actuelles

### Dressage individuel

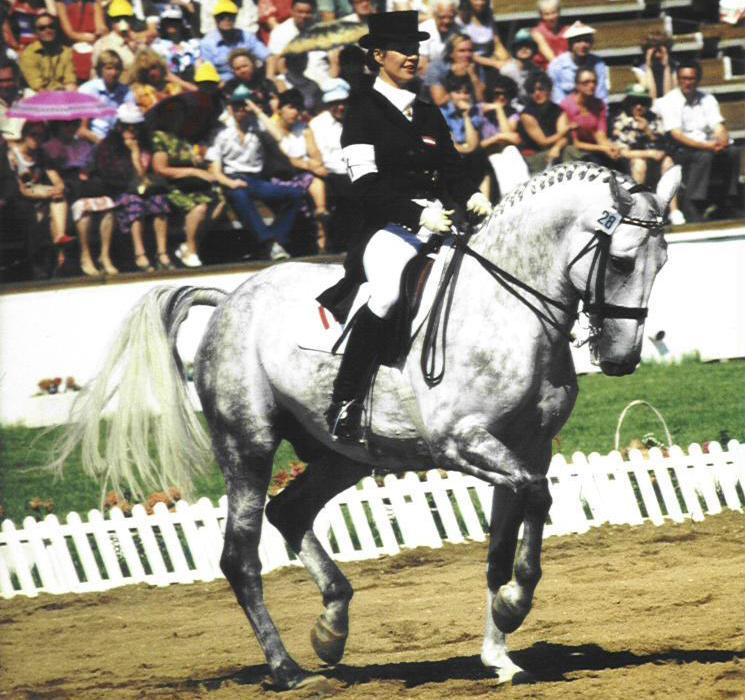
Dressage aux jeux olympiques d'été de 1980.

| Édition             | Or                                             | Argent                                    | Bronze                                                |
| ------------------- | ---------------------------------------------- | ----------------------------------------- | ----------------------------------------------------- |
| Stockholm 1912      | Carl Bonde (SWE) sur Emperor                   | Gustaf Adolf Boltenstern (SWE) sur Neptun | Hans von Blixen-Finecke (SWE) sur Maggie              |
| Anvers 1920         | Janne Lundblad (SWE) sur Uno                   | Bertil Sandström (SWE) sur Sabel          | Hans von Rosen (SWE) sur Running Sister               |
| Paris 1924          | Ernst Linder (SWE) sur Piccolomino             | Bertil Sandström (SWE) sur Sabel          | Xavier Lesage (FRA) sur Plumard                       |
| Amsterdam 1928      | Carl Freiherr von Langen (GER) sur Draufgänger | Charles Marion (FRA) sur Linon            | Ragnar Olson (SWE) sur Günstling                      |
| Los Angeles 1932    | Xavier Lesage (FRA) sur Taine                  | Charles Marion (FRA) sur Linon            | Hiram Tuttle (USA) sur Olympic                        |
| Berlin 1936         | Heinz Pollay (GER) sur Kronos                  | Friedrich Gerhard (GER) sur Absinth       | Alois Podhajsky (AUT) sur Nero                        |
| Londres 1948        | Hans Moser (SUI) sur Hummer                    | André Jousseaume (FRA) sur Harpagon       | Gustaf Adolf Boltenstern, Jr. (SWE) sur Trumf         |
| Helsinki 1952       | Henri Saint Cyr (SWE) sur Master Rufus         | Lis Hartel (DEN) sur Jubilee              | André Jousseaume (FRA) sur Harpagon                   |
| Stockholm 1956      | Henri Saint Cyr (SWE) sur Juli                 | Lis Hartel (DEN) sur Jubilee              | Liselott Linsenhoff (EUA) sur Adular                  |
| Rome 1960           | Sergei Filatov (URS) sur Absent                | Gustav Fischer (SUI) sur Wald             | Josef Neckermann (EUA) sur Asbach                     |
| Tokyo 1964          | Henri Chammartin (SUI) sur Wörmann             | Harry Boldt (EUA) sur Remus               | Sergei Filatov (URS) sur Absent                       |
| Mexico 1968         | Ivan Kizimov (URS) sur Ikhor                   | Josef Neckermann (FRG) sur Mariano        | Reiner Klimke (FRG) sur Dux                           |
| Munich 1972         | Liselott Linsenhoff (FRG) sur Piaff            | Yelena Petushkova (URS) sur Pepel         | Josef Neckermann (FRG) sur Venetia                    |
| Montréal 1976       | Christine Stückelberger (SUI) sur Granat       | Harry Boldt (SUI) sur Woycek              | Reiner Klimke (FRG) sur Mehmed                        |
| Moscou 1980         | Elisabeth Theurer (AUT) sur Mon Cherie         | Yuri Kovshov (URS) sur Igrok              | Viktor Ugryumov (URS) sur Shkval                      |
| Los Angeles 1984    | Reiner Klimke (FRG) sur Ahlerich               | Anne Grethe Jensen (DEN) sur Marzog       | Otto Hofer (SUI) sur Limandus                         |
| Séoul 1988          | Nicole Uphoff (FRG) sur Rembrandt              | Margit Otto-Crépin (FRA) sur Corlandus    | Christine Stückelberger (SUI) sur Gauguin de Lully CH |
| Barcelone 1992      | Nicole Uphoff (GER) sur Rembrandt              | Isabell Werth (GER) sur Gigolo            | Klaus Balkenhol (GER) sur Goldstern                   |
| Atlanta 1996        | Isabell Werth (GER) sur Gigolo                 | Anky van Grunsven (NED) sur Bonfire       | Sven Rothenberger (NED) sur Weyden                    |
| Sydney 2000         | Anky van Grunsven (NED) sur Bonfire            | Isabell Werth (GER) sur Gigolo            | Ulla Salzgeber (GER) sur Rusty                        |
| Athènes 2004        | Anky van Grunsven (NED) sur Salinero           | Ulla Salzgeber (GER) sur Rusty            | Beatriz Ferrer-Salat (ESP) sur Beauvalais             |
| Pékin 2008          | Anky van Grunsven (NED) sur Salinero           | Isabell Werth (GER) sur Satchmo           | Heike Kemmer (GER) sur Bonaparte                      |
| Londres 2012        | Charlotte Dujardin (GBR) sur Valegro           | Adelinde Cornelissen (NED) sur Parzival   | Laura Bechtolsheimer (GBR) sur Mistral Hojris         |
| Rio de Janeiro 2016 | Charlotte Dujardin (GBR) sur Valegro           | Isabell Werth (GER) sur Weihegold Old     | Kristina Bröring-Sprehe (GER) sur Desperados FRH      |
| Tokyo 2020          | Jessica von Bredow-Werndl (GER) sur TSF Dalera | Isabell Werth (GER) sur Bella Rose 2      | Charlotte Dujardin (GBR) sur Gio                      |
| Paris 2024          | Jessica von Bredow-Werndl (GER) sur TSF Dalera | Isabell Werth (GER) sur Wendy             | Charlotte Fry (GBR) sur Glamourdale                   |

### Dressage par équipes

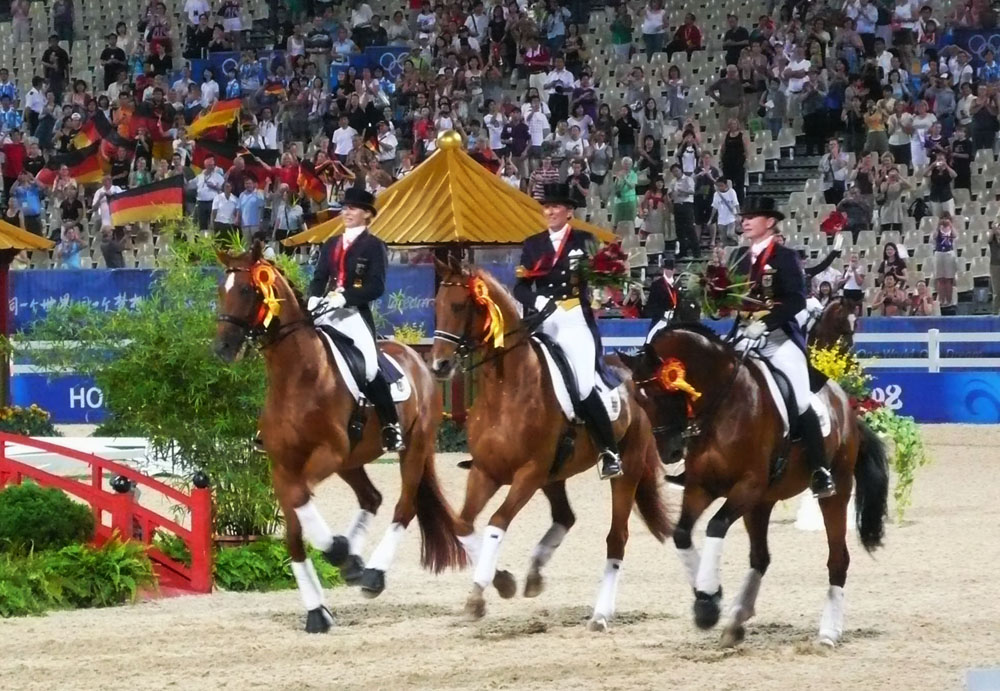
L'équipe allemande, championne olympique par équipe de dressage en 2008.

| Édition             | Or | Argent | Bronze |
| ------------------- | --- | --- | --- |
| Amsterdam 1928      | Allemagne Carl Freiherr von Langen sur Draufgänger Hermann Linkenbach sur Gimpel Eugen Freiherr von Lotzbeck sur Caracalla                            | Suède Ragnar Olson sur Günstling Janne Lundblad sur Blackmar Carl Bonde sur Ingo                                                      | Pays-Bas Jan van Reede sur Hans Pierre Versteegh sur His Excellence Gerard le Heux sur Valérine                             |
| Los Angeles 1932    | France Xavier Lesage sur Taine Charles Marion sur Linon André Jousseaume sur Sorelta                                                                  | Suède Bertil Sandström sur Kreta Thomas Byström sur Gulliver Gustaf Adolf Boltenstern, Jr. sur Ingo                                   | États-Unis Hiram Tuttle sur Olympic Isaac Kitts sur American Lady Alvin Moore sur Water Pat                                 |
| Berlin 1936         | Allemagne Heinz Pollay sur Kronos Friedrich Gerhard sur Absinth Hermann von Oppeln-Bronikowski sur Gimpel                                             | France André Jousseaume sur Favorite Gérard de Balorre sur Debaucheur Daniel Gillois sur Nicolas                                      | Suède Gregor Adlercreutz sur Teresina Sven Colliander sur Kål XX Folke Sandström sur Pergola                                |
| Londres 1948        | France André Jousseaume sur Harpagon Jean Saint-Fort Paillard sur Sous les Ceps Maurice Buret sur Saint Quen                                          | États-Unis Robert Borg sur Klingson Earl Foster Thomson sur Pancraft Frank Henry sur Reno Overdo                                      | Portugal Fernando Paes sur Matamas Francisco Valadas sur Feitiço Luís Mena e Silva sur Fascinante                           |
| Helsinki 1952       | Suède Henri Saint Cyr sur Master Rufus Gustaf Adolf Boltenstern, Jr. sur Krest Gehnäll Persson sur Knaust                                             | Suisse Gottfried Trachsel sur Kursus Henri Chammartin sur Wöhler Gustav Fischer sur Soliman                                           | Allemagne Heinz Pollay sur Adular Ida von Nagel sur Afrika Fritz Thiedemann sur Chronist                                    |
| Stockholm 1956      | Suède Henri Saint Cyr sur Juli Gehnäll Persson sur Knaust Gustaf Adolf Boltenstern, Jr. sur Krest                                                     | Équipe unifiée d’Allemagne Liselott Linsenhoff sur Adular Hannelore Weygand sur Perkunos Anneliese Küppers sur Afrika                 | Suisse Gottfried Trachsel sur Kursus Henri Chammartin sur Wöhler Gustav Fischer sur Vasello                                 |
| 1960 Rome           | non inclus dans le programme olympique | non inclus dans le programme olympique                                                                                                | non inclus dans le programme olympique                                                                                      |
| Tokyo 1964          | Équipe unifiée d’Allemagne Harry Boldt sur Remus Reiner Klimke sur Dux Josef Neckermann sur Antoinette                                                | Suisse Henri Chammartin sur Wörmann Gustav Fischer sur Wald Marianne Gossweiler sur Stephan                                           | Union soviétique Sergueï Filatov sur Absent Ivan Kizimov sur Ikhor Ivan Kalita sur Moar                                     |
| Mexico 1968         | Allemagne de l'Ouest Josef Neckermann sur Mariano Reiner Klimke sur Dux Liselott Linsenhoff sur Piaff                                                 | Union soviétique Yelena Petushkova sur Pepel Ivan Kizimov sur Ikhor Ivan Kalita sur Absent                                            | Suisse Henri Chammartin sur Wolfdietrich Marianne Gossweiler sur Stephan Gustav Fischer sur Wald                            |
| Munich 1972         | Union soviétique Yelena Petushkova sur Pepel Ivan Kizimov sur Ikhor Ivan Kalita sur Tarif                                                             | Allemagne de l'Ouest Karin Schlüter sur Liostro Liselott Linsenhoff sur Piaff Josef Neckermann sur Venetia                            | Suède Ulla Håkansson sur Ajax Ninna Swaab sur Casanova Maud von Rosen sur Lucky Boy                                         |
| Montréal 1976       | Allemagne de l'Ouest Harry Boldt sur Woycek Reiner Klimke sur Mehmed Gabriela Grillo sur Ultimo                                                       | Suisse Christine Stückelberger sur Granat Ulrich Lehmann sur Widin Doris Ramseier sur Roch                                            | États-Unis Hilda Gurney sur Keen Dorothy Morkis sur Monaco Edith Master sur Dahlwitz                                        |
| Moscou 1980         | Union soviétique Yuri Kovshov sur Igrok Viktor Ugryumov sur Shkfval Vera Misevich sur Plot                                                            | Bulgarie Petar Mandajiev sur Stchibor Svetoslav lvanov sur Aleko Gheorghi Gadjev sur Vnimatelen                                       | Roumanie Anghelache Donescu sur Dor Dumitru Veliku sur Decebal Petre Rosca sur Derbist                                      |
| Los Angeles 1984    | Allemagne de l'Ouest Reiner Klimke sur Ahlerich Uwe Sauer sur Montevideo Herbert Krug sur Muscadeur                                                   | Suisse Otto Hofer sur Limandus Christine Stückelberger sur Tansanit Amy-Cathérine de Bary sur Aintree                                 | Suède Ulla Håkansson sur Flamingo Louise Nathhorst sur Inferno Ingamay Bylund sur Aleks                                     |
| Séoul 1988          | Allemagne de l'Ouest Reiner Klimke sur Ahlerich 2 Ann-Kathrin Linsenhoff sur Courage 10 Monica Theodorescu sur Ganimedes Nicole Uphoff sur Rembrandt  | Suisse Otto Hofer sur Andiamo Christine Stückelberger sur Gauguin de Lully CH Daniel Ramseier sur Random Samuel Schetzmann sur Rochus | Canada Cynthia Neale-Ishoy sur Dynasty Eva Pracht sur Emirage Gina Smith sur Malte Ashley Nicoll sur Reipo                  |
| Barcelone 1992      | Allemagne Klaus Balkenhol sur Goldstern Nicole Uphoff sur Rembrandt Monica Theodorescu sur Grunox Isabell Werth sur Gigolo                            | Pays-Bas Tineke Bartels sur Courage Anky van Grunsven sur Bonfire Ellen Bontje sur Larius Annemarie Sanders sur Sanders-Keyzer        | États-Unis Robert Dover sur Lectron Carol Lavell sur Gifted Charlotte Bredahl sur Monsieur Michael Poulin sur Graf George   |
| Atlanta 1996        | Allemagne Klaus Balkenhol sur Goldstern Martin Schaudt sur Durgo Monica Theodorescu sur Grunox Isabell Werth sur Gigolo                               | Pays-Bas Tineke Bartels sur Barbria Anky van Grunsven sur Bonfire Sven Rothenberger sur Weyden Gonnelien Rothenberger sur Gonnelien   | États-Unis Robert Dover sur Metallic Michelle Gibson sur Peron Steffen Peters sur Udon Guenter Seidel sur Graf George       |
| Sydney 2000         | Allemagne Isabell Werth sur Gigolo Nadine Capellmann sur Farbenfroh Ulla Salzgeber sur Rusty Alexandra Simons de Ridder sur Chacomo                   | Pays-Bas Ellen Bontje sur Silvano Anky van Grunsven sur Bonfire Arjen Teeuwissen sur Goliath Coby van Baalen sur Ferro                | États-Unis Susan Blinks sur Flim Flam Robert Dover sur Ranier Guenter Seidel sur Foltaire Christine Traurig sur Étienne     |
| Athènes 2004        | Allemagne Heike Kemmer sur Bonaparte Hubertus Schmidt sur Wansuela Suerte Martin Schaudt sur Weltall Ulla Salzgeber sur Rusty                         | Espagne Beatriz Ferrer-Salat sur Beauvalais Juan Antonio Jimenez sur Guizo Ignacio Rambla sur Oleaja Rafael Soto sur Invasor          | États-Unis Lisa Wilcox sur Relevant 5 Günter Seidel sur Aragon Deborah McDonald sur Brentina Robert Dover sur Kennedy       |
| Pékin 2008          | Allemagne Heike Kemmer sur Bonaparte Nadine Capellmann sur Elvis Va Isabell Werth sur Satchmo                                                         | Pays-Bas Hans Peter Minderhoud sur Nadine Imke Schellekens-Bartels sur Sunrise Anky van Grunsven sur Salinero                         | Danemark Anne van Olst sur Clearwater Nathalie de Sayn-Wittgenstein-Berlebourg sur Digby Andreas Helgstrand sur Don Schufro |
| Londres 2012        | Grande-Bretagne Charlotte Dujardin sur Valegro Carl Hester sur Uthopia Laura Bechtolsheimer sur Mistral Højris                                        | Allemagne Dorothee Schneider sur Diva Royal Kristina Sprehe sur Desperados Helen Langehanenberg sur Damon Hill                        | Pays-Bas Anky van Grunsven sur Salinero Edward Gal sur Undercover Adelinde Cornelissen sur Parzival                         |
| Rio de Janeiro 2016 | Allemagne Sönke Rothenberger sur Cosmo Dorothee Schneider sur Showtime FRH Kristina Bröring-Sprehe sur Desperados FRH Isabell Werth sur Weihegold Old | Grande-Bretagne Spencer Wilton sur Super Nova II Fiona Bigwood sur Orthilia Carl Hester sur Nip Tuck Charlotte Dujardin sur Valegro   | États-Unis Allison Brock sur Rosevelt Kasey Perry-Glass sur Dublet Steffen Peters sur Legolas 92 Laura Graves sur Verdades  |
| Tokyo 2020          | Allemagne Dorothee Schneider sur Showtime FRH Isabell Werth sur Bella Rose 2 Jessica von Bredow-Werndl sur TSF Dalera                                 | États-Unis Adrienne Lyle sur Salvino Steffen Peters sur Suppenkasper Sabine Schut-Kery sur Sanceo                                     | Grande-Bretagne Carl Hester sur En vogue Charlotte Fry sur Everdale Charlotte Dujardin sur Gio                              |
| Paris 2024          | Allemagne Frederic Wandres sur Bluetooth Old Isabell Werth sur Wendy Jessica von Bredow-Werndl sur TSF Dalera BB                                      | Danemark Daniel Bachmann Andersen sur Vayron Nanna Skodborg Merrald sur Zepter Cathrine Laudrup-Dufour sur Freestyle                  | Grande-Bretagne Becky Moody sur Jagerbomb Carl Hester sur Fame Charlotte Fry sur Glamourdale                                |

### Saut d'obstacles individuel

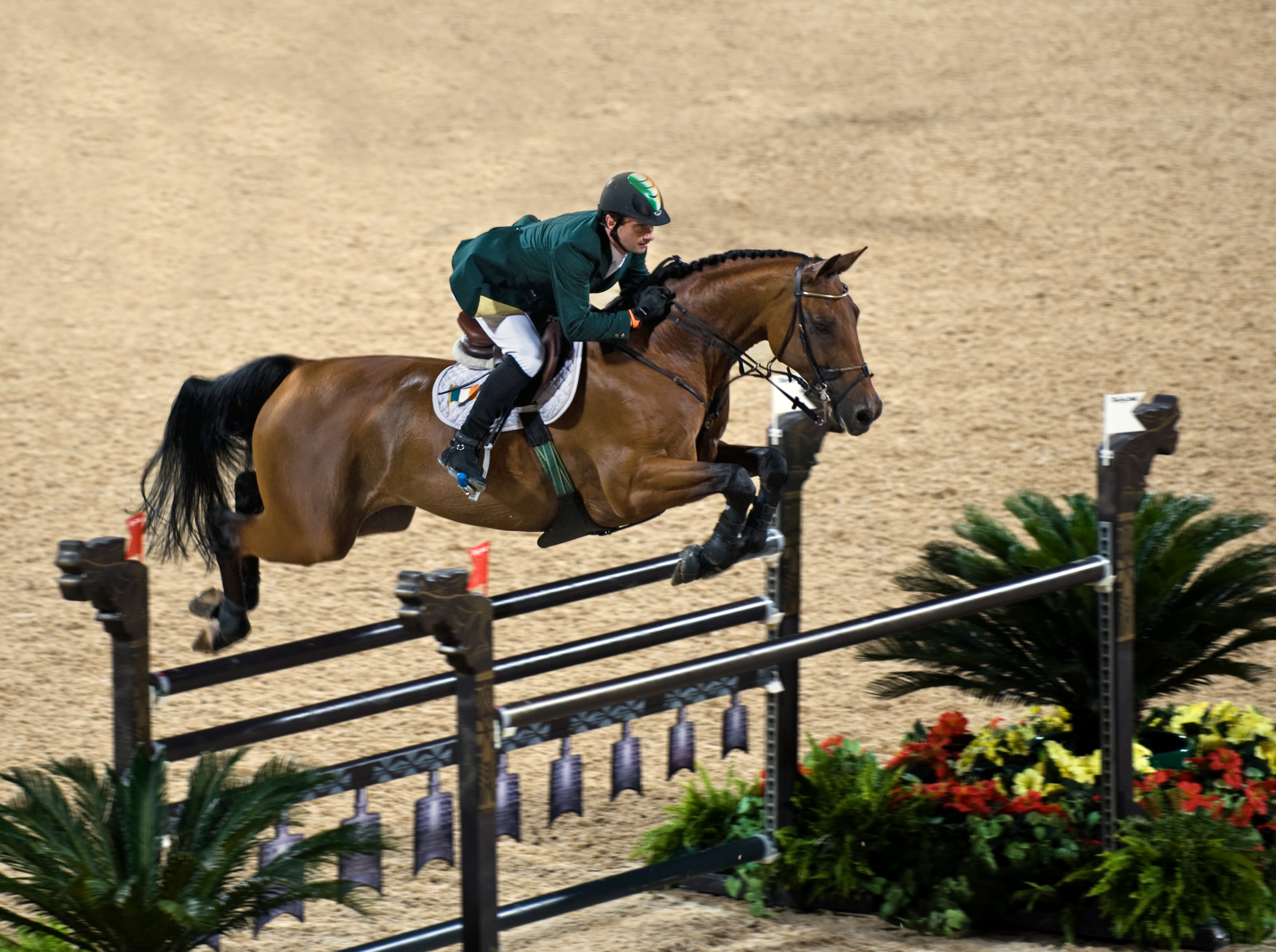
Denis Lynch aux Jeux olympiques d'Athènes en 2004.

| Édition             | Or                                           | Argent                                         | Bronze                                          |
| ------------------- | -------------------------------------------- | ---------------------------------------------- | ----------------------------------------------- |
| Paris 1900          | Aimé Haegeman (BEL) sur Benton II            | Georges van der Poele (BEL) sur Windsor Squire | Louis de Champsavin (FRA) sur Terpischore       |
| 1904 – 1908         | non inclus dans le programme olympique       | non inclus dans le programme olympique         | non inclus dans le programme olympique          |
| Stockholm 1912      | Jacques Cariou (FRA) sur Mignon              | Rabod von Kröcher (GER) sur Dohna              | Emmanuel de Blommaert (BEL) sur Clonmore        |
| Anvers 1920         | Tommaso Lequio di Assaba (ITA) sur Trebecco  | Alessandro Valerio (ITA) sur Cento             | Carl Gustaf Lewenhaupt (SWE) sur Mon Cœur       |
| Paris 1924          | Alphonse Gemuseus (SUI) sur Lucette          | Tommaso Lequio di Assaba (ITA) sur Trebecco    | Adam Królikiewicz (POL) sur Picador             |
| Amsterdam 1928      | František Ventura (TCH) sur Elliot           | Pierre Bertran de Balanda (FRA) sur Papillon   | Charles-Gustave Kuhn (SUI) sur Pepita           |
| Los Angeles 1932    | Takeichi Nishi (JPN) sur Uranus              | Harry Chamberlin (USA) sur Show Girl           | Clarence von Rosen Jr. (SWE) sur Empire         |
| Berlin 1936         | Kurt Hasse (GER) sur Tora                    | Henri Rang (ROU) sur Delfis                    | József von Platthy (HUN) sur Sello              |
| Londres 1948        | Humberto Mariles (MEX) sur Arete             | Rubén Uriza (MEX) sur Harvey                   | Jean-François d'Orgeix (FRA) sur Sucre de Pomme |
| Helsinki 1952       | Pierre Jonquères d'Oriola (FRA) sur Ali Baba | Óscar Cristi (CHI) sur Bambi                   | Fritz Thiedemann (GER) sur Meteor               |
| Stockholm 1956      | Hans Günter Winkler (EUA) sur Halla          | Raimondo D'Inzeo (ITA) sur Merano              | Piero D'Inzeo (ITA) sur Uruguay                 |
| Rome 1960           | Raimondo D'Inzeo (ITA) sur Posillipo         | Piero D'Inzeo (ITA) sur The Rock               | David Broome (GBR) sur Sunsalve                 |
| Tokyo 1964          | Pierre Jonquères d'Oriola (FRA) sur Lutteur  | Hermann Schridde (EUA) sur Dozent              | Peter Robeson (GBR) sur Firecrest               |
| Mexico 1968         | William Steinkraus (USA) sur Snowbound       | Marion Coakes (GBR) sur Stroller               | David Broome (GBR) sur Mister Softee            |
| Munich 1972         | Graziano Mancinelli (ITA) sur Ambassador     | Ann Moore (GBR) sur Psalm                      | Neal Shapiro (USA) sur Sloopy                   |
| Montréal 1976       | Alwin Schockemöhle (FRG) sur Warwick Rex     | Michel Vaillancourt (CAN) sur Branch County    | François Mathy (BEL) sur Gai Luron              |
| Moscou 1980         | Jan Kowalczyk (POL) sur Artemor              | Nikolai Korolkov (URS) sur Espadron            | Joaquin Perez Heras (MEX) sur Alymony           |
| Los Angeles 1984    | Joseph Fargis (USA) sur Touch of Class       | Conrad Homfeld (USA) sur Abdullah              | Heidi Robbiani (SUI) sur Jessica V              |
| Séoul 1988          | Pierre Durand (FRA) sur Jappeloup            | Greg Best (USA) sur Gem Twist                  | Karsten Huck (FRG) sur Nepomuk                  |
| Barcelone 1992      | Ludger Beerbaum (GER) sur Classic Touch      | Piet Raymakers (NED) sur Ratina Z              | Norman Dello Joio (USA) sur Irish               |
| Atlanta 1996        | Ulrich Kirchhoff (GER) sur Jus de Pommes     | Willi Melliger (SUI) sur Calvaro               | Alexandra Ledermann (FRA) sur Rochet M          |
| Sydney 2000         | Jeroen Dubbeldam (NED) sur De Sjiem          | Albert Voorn (NED) sur Lando                   | Khaled Al-Eid (KSA) sur Khashm Al Aan           |
| Athènes 2004        | Rodrigo Pessoa (BRA) sur Baloubet du Rouet   | Chris Kappler (USA) sur Royal Kaliber          | Marco Kutscher (GER) sur Montender 2            |
| Pékin 2008          | Eric Lamaze (CAN) sur Hickstead              | Rolf-Göran Bengtsson (SWE) sur Ninja           | Beezie Madden (USA) sur Authentic               |
| Londres 2012        | Steve Guerdat (SUI) sur Nino des Buissonnets | Gerco Schröder (NED) sur London                | Cian O'Connor (IRL) sur Blue Loyd 12            |
| Rio de Janeiro 2016 | Nick Skelton (GBR) sur Big Star              | Peder Fredricson (SWE) sur All In              | Éric Lamaze (CAN) sur Fine Lady 5               |
| Tokyo 2020          | Ben Maher (GBR) sur Explosion W              | Peder Fredricson (SWE) sur All In              | Maikel van der Vleuten (NED) sur Beauville Z    |
| Paris 2024          | Christian Kukuk (GER) sur Checker 47         | Steve Guerdat (SUI) sur Dynamix de Belheme     | Maikel van der Vleuten (NED) sur Beauville Z    |

## Anciennes disciplines olympiques

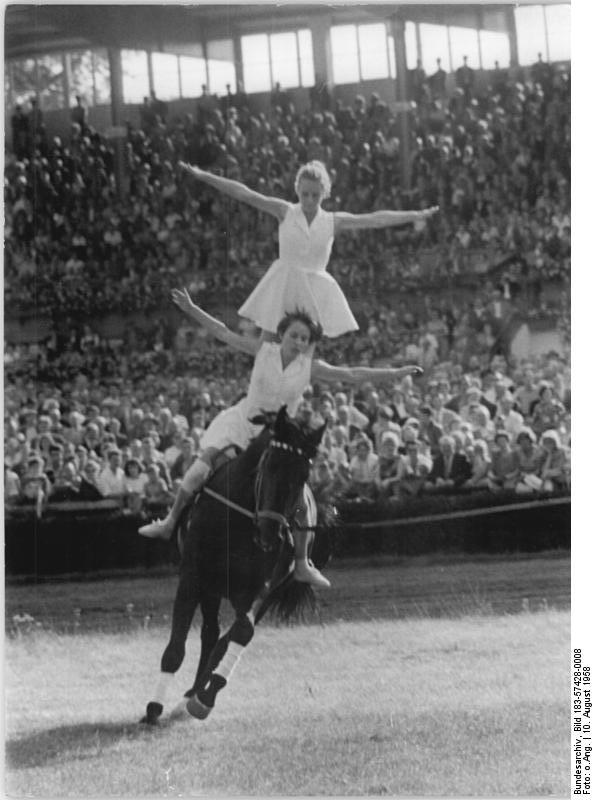
Une équipe allemande de voltige en 1958.

### Saut en hauteur
| Édition    | Or                              | Argent       | Bronze                      |
| ---------- | ------------------------------- | ------------ | --------------------------- |
| Paris 1900 | Dominique Gardères (FRA)        | non décernée | Georges van der Poele (BEL) |
| Paris 1900 | Giovanni Giorgio Trissino (ITA) | non décernée | Georges van der Poele (BEL) |

### Saut en longueur
| Édition    | Or                              | Argent                          | Bronze                   |
| ---------- | ------------------------------- | ------------------------------- | ------------------------ |
| Paris 1900 | Constant van Langhendonck (BEL) | Giovanni Giorgio Trissino (ITA) | Jacques de Prunelé (FRA) |

### Voltige individuel
| Édition     | Or                     | Argent     | Bronze            |
| ----------- | ---------------------- | ---------- | ----------------- |
| Anvers 1920 | Daniel Bouckaert (BEL) | Fiel (FRA) | Louis Finet (BEL) |

### Voltige par équipes
| Édition     | Or                                              | Argent                                                                   | Bronze                                           |
| ----------- | ----------------------------------------------- | ------------------------------------------------------------------------ | ------------------------------------------------ |
| Anvers 1920 | Belgique Daniel Bouckaert Louis Finet van Ranst | France Fiel Pierre Guyot d'Asnières de Salins Georges du Hamel de Canchy | Suède Carl Green Anders Mårtensson Oskar Nilsson |

## Disciplines non-officielles
Ces deux épreuves se sont déroulées aux jeux d'été de 1900, mais elles n'ont jamais été reconnues comme officielles par le CIO.

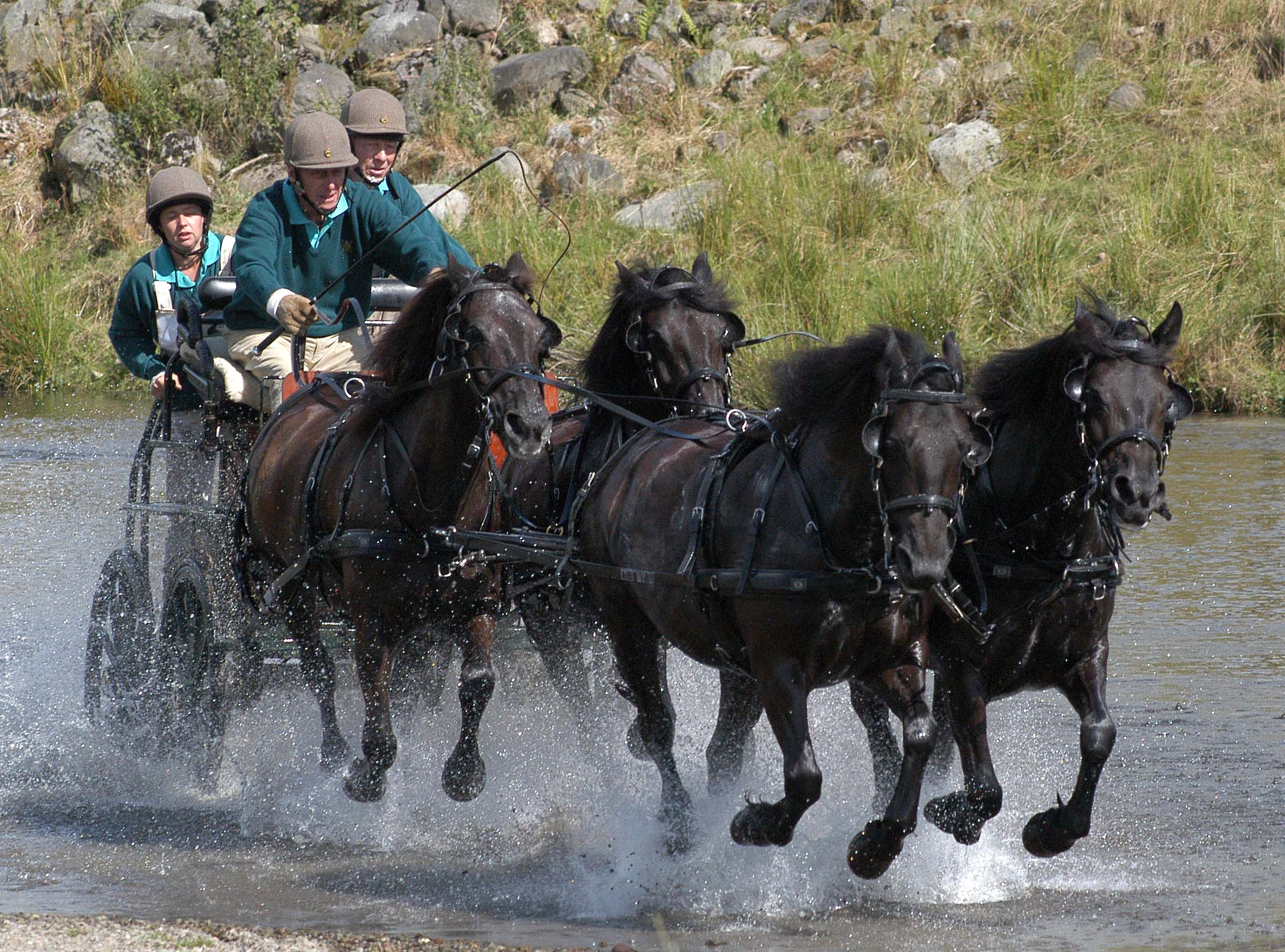
Attelage à quatre chevaux.

### Chevaux de selle (hunter)
| Édition    | Or                         | Argent                 | Bronze                               |
| ---------- | -------------------------- | ---------------------- | ------------------------------------ |
| Paris 1900 | Louis Napoléon Murat (FRA) | Victor Archenoul (FRA) | Robert de Montesquiou-Fézensac (FRA) |

### Attelage
Cette épreuve est également connue sous le nom d'attelage à quatre chevaux.
| Édition    | Or                         | Argent           | Bronze                 |
| ---------- | -------------------------- | ---------------- | ---------------------- |
| Paris 1900 | Georges Nagelmackers (BEL) | Léon Thome (FRA) | Jean de Neuflize (FRA) |

## Statistiques

### Médaillés
| Athlète                    | Nation           | Sexe  | Olylmpiade                                     | Or | Argent | Bronze | Total |
| -------------------------- | ---------------- | ----- | ---------------------------------------------- | -- | ------ | ------ | ----- |
| Isabell Werth              | Allemagne        | Femme | 1992, 1996, 2000, 2008, 2016                   | 6  | 4      | 0      | 10    |
| Reiner Klimke              | Allemagne        | Homme | 1960, 1964, 1968, 1976, 1984, 1988             | 6  | 0      | 2      | 8     |
| Anky van Grunsven          | Pays-Bas         | Femme | 1988, 1992, 1996, 2000, 2004, 2008             | 3  | 5      | 1      | 9     |
| Hans Günter Winkler        | Allemagne        | Homme | 1956, 1960, 1964, 1968, 1972, 1976             | 5  | 1      | 1      | 7     |
| John Michael Plumb         | États-Unis       | Homme | 1960, 1964, 1968, 1972, 1976, 1984, 1992       | 2  | 4      | 0      | 6     |
| Josef Neckermann           | Allemagne        | Homme | 1960, 1964, 1968, 1972                         | 2  | 2      | 2      | 6     |
| Raimondo D'Inzeo           | Italie           | Homme | 1948, 1952, 1956, 1960, 1964, 1968, 1972, 1976 | 1  | 2      | 3      | 6     |
| Piero D'Inzeo              | Italie           | Homme | 1948, 1952, 1956, 1960, 1964, 1968, 1972, 1976 | 0  | 2      | 4      | 6     |
| Charles Pahud de Mortanges | Pays-Bas         | Homme | 1924, 1928, 1932, 1936                         | 4  | 1      | 0      | 5     |
| Earl Foster Thomson        | États-Unis       | Homme | 1932, 1936, 1948                               | 2  | 3      | 0      | 5     |
| André Jousseaume           | France           | Homme | 1932, 1936, 1948, 1952, 1956                   | 2  | 2      | 1      | 5     |
| Liselott Linsenhoff        | Allemagne        | Femme | 1956, 1968, 1972                               | 2  | 2      | 1      | 5     |
| Mark Todd                  | Nouvelle-Zélande | Homme | 1984, 1988, 1992, 2000, 2008                   | 2  | 1      | 3      | 6     |
| Christine Stückelberger    | Suisse           | Femme | 1972, 1976, 1984, 1988, 1996, 2000             | 1  | 3      | 1      | 5     |
| Henri Chammartin           | Suisse           | Homme | 1952, 1956, 1960, 1964, 1968                   | 1  | 2      | 2      | 5     |
| Gustav Fischer             | Suisse           | Homme | 1952, 1956, 1960, 1964, 1968                   | 0  | 3      | 2      | 5     |

### Médailles par années
| Nation                     | 00 | 12 | 20 | 24 | 28 | 32 | 36 | 48 | 52 | 56 | 60 | 64 | 68 | 72 | 76 | 80 | 84 | 88 | 92 | 96 | 00 | 04 | 08 | 12 | Total |
| -------------------------- | -- | -- | -- | -- | -- | -- | -- | -- | -- | -- | -- | -- | -- | -- | -- | -- | -- | -- | -- | -- | -- | -- | -- | -- | ----- |
| Argentine                  |    |    |    |    | –  |    |    | –  |    | –  | –  | 1  | –  | –  | –  |    | –  | –  |    | –  | –  | –  | –  | -  | 1     |
| Australie                  |    |    |    |    |    |    |    |    |    | –  | 3  | 1  | 1  | –  | 1  |    | –  | –  | 2  | 1  | 2  | –  | 1  | -  | 11    |
| Autriche                   |    |    |    | –  | –  |    | 1  | –  |    | –  | –  |    |    | –  | –  | 1  | –  | –  | 1  | –  | –  | –  | –  | -  | 3     |
| Belgique                   | 4  | 1  | 5  | –  | –  |    | –  |    |    | –  | –  |    |    | –  | 2  |    | –  | –  | –  | –  | –  | –  | –  | -  | 12    |
| Brésil                     |    |    |    |    |    |    |    | –  | –  | –  | –  | –  | –  | –  |    |    | –  | –  | –  | 1  | 1  | 1  | –  | -  | 3     |
| Bulgarie                   |    |    |    | –  | –  |    | –  |    | –  | –  | –  |    |    | –  |    | 1  |    |    | –  |    | –  | –  | –  | -  | 1     |
| Canada                     |    |    |    |    |    |    |    |    | –  | 1  | –  | –  | 1  | –  | 1  |    | –  | 1  | –  | –  | –  | –  | 2  | -  | 6     |
| Tchécoslovaquie            |    |    |    | –  | 1  |    | –  |    |    |    | –  |    |    |    |    |    |    |    | –  |    |    |    |    | -  | 1     |
| Chine                      |    | –  |    |    |    |    |    |    | 2  |    |    | –  | –  | –  |    |    | –  |    |    |    | –  | –  | –  | -  | 2     |
| Danemark                   |    | –  |    | 1  | –  |    | 1  | –  | 1  | 1  | –  |    |    | –  | –  |    | 1  | –  | –  |    | –  | –  | 1  | -  | 6     |
| France                     | 3  | 3  | 2  | 1  | 2  | 3  | 1  | 4  | 3  | –  | 1  | 2  | 2  | –  | 1  |    | –  | 3  | 1  | 1  | –  | 1  | –  | -  | 34    |
| Allemagne                  |    | 4  |    |    | 3  |    | 7  |    | 4  |    |    |    |    |    |    |    |    |    | 7  | 4  | 4  | 4  | 5  | 4  | 46    |
| Équipe unifiée d'Allemagne |    |    |    |    |    |    |    |    |    | 6  | 2  | 6  |    |    |    |    |    |    |    |    |    |    |    |    | 14    |
| Grande-Bretagne            |    | –  |    | –  |    |    | 1  | 1  | 1  | 3  | 1  | 1  | 4  | 3  | –  |    | 3  | 3  | –  | –  | 1  | 3  | 2  | 5  | 32    |
| Hongrie                    |    |    |    |    | –  |    | 1  |    |    | –  | –  |    |    | –  |    | –  |    |    | –  | –  | –  | –  |    | -  | 1     |
| Irlande                    | –  | –  | –  | –  | –  | –  | –  | –  | –  | –  | –  | –  | –  | –  | –  | –  | –  | –  | –  | –  | –  | –  | –  | 1  | 1     |
| Italie                     | 2  |    | 5  | 2  | –  |    | –  | –  | –  | 3  | 3  | 3  | –  | 3  | –  | 2  | –  | –  | –  | –  | –  | –  | –  | -  | 23    |
| Japon                      |    |    |    |    | –  | 1  | –  |    | –  | –  | –  | –  | –  | –  | –  |    | –  | –  | –  | –  | –  | –  | –  | -  | 1     |
| Mexique                    |    |    |    |    |    | –  | –  | 4  | –  |    |    | –  | –  | –  | –  | 3  | –  | –  | –  | –  | –  | –  | –  | -  | 7     |
| Pays-Bas                   |    |    | –  | 2  | 4  | 2  | 1  | –  | –  | –  |    |    |    | –  | –  |    | –  | –  | 3  | 3  | 4  | 1  | 2  | 4  | 26    |
| Nouvelle-Zélande           |    |    |    |    |    |    |    |    |    |    | –  | –  |    |    |    |    | 1  | 2  | 2  | 3  | 1  | –  | –  | -  | 9     |
| Norvège                    |    | –  | –  |    | 1  |    | –  |    | –  | –  |    |    |    |    |    |    | –  | –  | –  |    |    |    | –  | -  | 1     |
| Pologne                    |    |    |    | 1  | 2  |    | 1  |    |    |    | –  |    | –  | –  |    | 2  |    | –  | –  | –  |    |    | –  | -  | 6     |
| Portugal                   |    |    |    | 1  | –  |    | 1  | 1  | –  | –  | –  | –  |    | –  |    |    |    | –  | –  | –  | –  | –  | –  | -  | 3     |
| Roumanie                   |    |    |    |    |    |    | 1  |    | –  | –  | –  |    |    |    |    | 1  |    |    |    |    |    |    |    | -  | 2     |
| Arabie saoudite            |    |    |    |    |    |    |    |    |    |    |    |    |    |    |    |    |    |    |    |    | 1  | –  | –  | 1  | 2     |
| URSS                       |    |    |    |    |    |    |    |    | –  | –  | 1  | 2  | 2  | 2  | –  | 8  |    | –  |    |    |    |    |    |    | 15    |
| Espagne                    |    |    |    | –  | 1  |    |    | 1  | –  | –  | –  | –  |    | –  | –  |    | –  | –  | –  | –  | –  | 2  | –  | –  | 4     |
| Suède                      |    | 6  | 9  | 4  | 3  | 3  | 1  | 3  | 4  | 3  | –  | –  |    | 2  | –  |    | 1  | –  | –  | –  | –  | 1  | 1  | 1  | 42    |
| Suisse                     |    |    |    | 2  | 1  |    | –  | 1  | 1  | 1  | 3  | 2  | 1  | –  | 2  |    | 3  | 2  | –  | 1  | 1  | –  | 1  | 1  | 23    |
| États-Unis                 | –  | 1  | –  | 1  | –  | 5  | 1  | 3  | 2  | –  | 1  | 1  | 3  | 3  | 4  |    | 5  | 2  | 2  | 4  | 3  | 5  | 3  | –  | 49    |
| Allemagne de l'Ouest       |    |    |    |    |    |    |    |    |    |    |    |    | 4  | 5  | 7  |    | 4  | 5  |    |    |    |    |    | –  | 25    |

Note : En 1896, 1904 et 1908, il n'y a pas eu d'épreuves reconnues comme étant au programme officiel des Jeux olympiques.

## Sources